# Vila Nova Futebol Clube
Il Vila Nova Futebol Clube, noto anche semplicemente come Vila Nova, è una società calcistica brasiliana con sede nella città di Goiânia, capitale dello stato del Goiás.

## Storia
Il 29 luglio 1943 il club fu fondato come Vila Nova Futebol Clube. Tre anni dopo, nel 1946, il club cambiò nome in Operário. Nel 1949 il club ha cambiato nome in Araguaia, e nel 1950 cambiò nome in Fênix Futebol Clube e nel 1955 il club assunse il nome attuale, Vila Nova Futebol Clube.
Nel 1961 il Vila Nova ha vinto il campionato statale. Nel 1977 la squadra ha debuttato nel Campeonato Brasileiro Série A e ha terminato al 55º posto. Dal 1977 al 1980, il Vila Nova ha vinto quattro volte di fila il campionato statale.
Nel 1996 il club ha vinto il Campeonato Brasileiro Série C senza perdere una singola partita. Nel 1999, il Vila Nova ha partecipato per la prima volta a una competizione internazionale, la Coppa CONMEBOL, ma è stato eliminato al primo turno, diventando la prima squadra dello stato del Goiás a partecipare a una competizione internazionale. Nel 2000, il club ha vinto la seconda divisione del Campionato Goiano dopo essere stato escluso dal campionato a causa di perdere la finale, e nel 2001 e nel 2005, il club ha vinto il Campionato Goiano. Nel 2006, è retrocesso nel Campeonato Brasileiro Série C, ritornando in Série B l'anno successivo. Nel 2011, la squadra è retrocessa di nuovo in Série C, ma venne promosso nel Campeonato Brasileiro Série B nel 2013. Tuttavia, nel 2014, venne retrocesso nel campionato statale.

## Palmarès

### Competizioni nazionali
- Campeonato Brasileiro Série C: 3

1996, 2015, 2020

### Competizioni statali
- Campionato Goiano: 16

1961, 1962, 1963, 1969, 1973, 1977, 1978, 1979, 1980, 1982, 1984, 1993, 1995, 2001, 2005, 2025
- Campeonato Goiano Segunda Divisão: 2

2000, 2015

### Altri piazzamenti
- Campeonato Brasileiro Série C:

Terzo posto: 2008
- Campionato Goiano:

Secondo posto: 1965, 1966, 1971, 1989, 1994, 1998, 1999, 2000, 2003, 2017
- Copa Centro-Oeste:

Finalista: 1999, 2000, 2001
Semifinalista: 2002
- Copa Verde:

Finalista: 2021, 2022, 2024
Semifinalista: 2020